# 選好投票
選好投票（せんこうとうひょう、英: Preferential voting、英: preference voting）は 、いくつかの選挙制度で使われる、投票者が選好順序にしたがって、候補のリストまたはグループに順位をつける投票方式の総称である。優先順位投票、ランキング投票 (Ranked ballot) などとも呼ばれる。一般的に、投票者は第一選択に '1' を付け、第二選好に '2' を付けていく。この方式は、投票者は一人かそれより多い候補に単に 'x' を記す、ほとんどの選好投票ではない方式と対照をなす。
選好投票は、instant-runoff voting、コンドルセ方式、ボルダ・カウント、バックリン投票などの小選挙区制においても、STVなどの大選挙区制においても用いられる。

## 投票方法
| 自書数字式 | 記号式 | 自書式 | タッチスクリーン |
| 自書数字式 | 記号式 | 自書式 | タッチスクリーン |

- 自書数字式：投票者は第一選択のそばに '1' を書き、'2' を第二選択のとなりに、などと書いていく。最も一般的な票のデザインである。手書きされた番号のランキングは、コンパクトであり手作業の集計が容易である。
- 記号式：投票者はカラムにマークを記し、選好を示す。票は光学式スキャナによって簡単に集計される。しかし、紙面の面積の問題で、投票者の示すことができる選好の数が制限される可能性がある。たとえば上の画像では投票者は三つの選好しか表明できない。
- 自書式：数字が投票用紙に書かれていて、投票者は候補者の名前をその番号のわきに書かなければならない。
- タッチスクリーン：投票がコンピュータでなされるときタッチパネルが使われる。上の例では投票者は第一、第二、それに続く選好と尋ねられている。これまでの選択が、残りのまだランクされていない候補と共に表示されており、もし投票中に間違いをしたり考えが変わったりしたら、その選択を変えることができる。

## 票の唯一性
単記移譲式においてよく起こるが、候補の数が多い場合、多くの選好パターンが個々の投票者に固有のものになってくることがありうる。例えば、2002年アイルランド総選挙では、電子投票がダブリン北選挙区で採用された。候補は12名で、約44,000票が投じられた。最も共通したパターン（特定の順序で、同一政党からの三名）は800票によって選ばれ、16,000以上のパターンが、たった一名の投票者ごとによって選ばれた。
同順がない全てのランキングのあり得る数は候補者数の階乗であるが、同順を含めると、その数は順序をつけて並べたベル数に相当し、次の式に漸近的である。{\displaystyle {\frac {n!}{2\ln(2)^{(n+1)}}}}.

## オーストラリア
オーストラリアでは二つの異なる方式で選好投票を採用している。Instant-runoff votingと単記移譲式投票制度であるが、オーストラリアにおいてこの名称はどちらとも一般的には用いられておらず、優先順位記述投票または優先順位付投票（preferential voting）の名称で知られている。
Instant-runoff votingは、代議院、州議会、地方議会といった一人区で候補を選ぶのに使用されている。
単記移譲式投票制は、元老院、州の上院、タスマニア州議会、オーストラリア首都特別地域の議会、他の地方議会などの複数人区で候補を選ぶのに使用されている

## 選好投票を使う制度の一覧
- Alternative vote top-up
- ボルダ投票
- バックリン投票
- コンドルセ方式
  - ミニマックス・コンドルセ
  - Ranked Pairs
  - シュルツェ方式 - ウィキメディア財団の理事選挙でも採用された。
  - ナンソン方式
  - ケメニー＝ヤング方式
  - コープランド方式
- クームズ方式
- 単票移譲式
  - Instant-runoff voting - 小選挙区単記移譲式、単記移譲式小選挙区制
    - Contingent vote - 2ラウンドIRV
      - Sri Lankan contingent vote - 2ラウンド3名ランクIRV
      - Supplementary Vote - 2ラウンド2名ランクIRV